# Blauort
Blauort, ook wel Blauortsand genoemd, is een Duitse, onbewoonde, verhoogde zandbank ter hoogte van de gemeente Büsum. Het eiland ligt in het wad (zeegebied)dengebied en is daarmee ook een van de Waddeneilanden. Tussen 1938 en 1962 is het zand per jaar 32 m landwaarts gewaaid. Tegenwoordig bedraagt de afstand tussen het eiland en de kust van Duitsland ongeveer 6 km.
Tijdens hoogwater-spring en stormvloed staat Blauort volledig onder water. Bij laagwater en een laag hoogwater is nog een deel van de zandplaat zichtbaar.
Sinds 1985 is Blauort onderdeel van het Nationaal park Sleeswijk-Holsteinse Waddenzee. Als hoogwatervluchtplaats is de zandbank zeer belangrijk voor de zeevogels en zeehonden in dit gebied.
Op de zandplaat staat het baken van Blauort als betonning ten behoeve van de scheepvaart. In de zomermaanden worden er vanuit Büsum en Wesselburen wadloopwandelingen naar Blauort aangeboden. Een gedichtenbundel van schrijfster Stefanie Hartstein is naar Blauort genoemd.